# Max Silver
Max Silver (* 7. Juli 1990 in London, England) ist ein professioneller irisch-britischer Pokerspieler. Er gewann 2017 ein Bracelet bei der World Series of Poker und 2018 das High Roller der European Poker Tour.

## Persönliches
Silver ist verheiratet und zweifacher Vater. Er lebt in Dublin.

## Pokerkarriere
Silver spielt auf der Onlinepoker-Plattform PokerStars unter dem Nickname goodeh99.
Seine erste Geldplatzierung bei einem Live-Turnier erzielte Silver im August 2010 in Edinburgh. Mitte September 2010 gewann der Ire das Main Event der UK & Ireland Poker Tour in Dublin und sicherte sich eine Siegprämie von 72.000 Euro. Rund drei Wochen entschied er ein Side-Event der European Poker Tour (EPT) in London ebenfalls für sich und erhielt ein Preisgeld von umgerechnet rund 130.000 US-Dollar. Mitte Oktober 2011 erreichte Silver zwei Finaltische bei der in Cannes ausgetragenen World Series of Poker Europe und kassierte Preisgelder von knapp 180.000 Euro. Im Juni 2012 war er auch erstmals bei der Hauptturnierserie der World Series of Poker (WSOP) im Rio All-Suite Hotel and Casino am Las Vegas Strip erfolgreich und kam bei einem Turnier der Variante No Limit Hold’em ins Geld. Mitte Dezember 2013 saß der Ire am Finaltisch des EPT-Main-Events in Prag und belegte den sechsten Platz, der mit mehr als 160.000 Euro bezahlt wurde. Einen Monat später kam er auch beim Main Event des PokerStars Caribbean Adventures auf den Bahamas an den Finaltisch und wurde Neunter für rund 135.000 US-Dollar. Bei der WSOP 2014 platzierte sich Silver sechsmal in den Geldrängen und belegte einen dritten Platz bei einem Shootout-Event für über 270.000 US-Dollar Preisgeld. Am 30. Mai 2015 gewann er das 25.000 US-Dollar teure Aria High Roller im Aria Resort & Casino mit einer Siegprämie von mehr als 430.000 US-Dollar. Anfang Mai 2016 wurde der Ire beim EPT High Roller in Monte-Carlo Siebter und erhielt rund 200.000 Euro. Bei der WSOP 2016 erreichte er im Main Event den sechsten Turniertag und belegte dort den 33. Platz für mehr als 215.000 US-Dollar. Mit insgesamt zehn Cashes sowie Preisgeldern von über 350.000 US-Dollar landete Silver beim Ranking des WSOP Player of the Year hinter Paul Volpe und Jason Mercier auf dem dritten Platz. Im Jahr darauf gewann der Ire das 53. Event der WSOP 2017 und sicherte sich ein Bracelet sowie eine Siegprämie von rund 170.000 Dollar. Anfang September 2018 setzte er sich beim High Roller der EPT in Barcelona durch und erhielt aufgrund eines Deals mit zwei anderen Spielern sein bisher höchstes Preisgeld von 600.000 Euro.
Insgesamt hat sich Silver mit Poker bei Live-Turnieren mehr als 5 Millionen US-Dollar erspielt und ist damit nach Andy Black der zweiterfolgreichste irische Pokerspieler. Anfang des Jahres 2016 brachte er die Poker-App SnapShove auf den Markt, die das optimale Verhalten eines Spielers mit wenig Chips, der also nur noch zwischen All-In und Fold entscheiden sollte, wiedergibt.